# Королькова, Юлиана
Юлиа́на Королько́ва (род. 9 сентября 1994, Орск, Оренбургская область) — российская модель, участница международного конкурса красоты «Мисс Вселенная 2016».

## Биография
Юлиана Королькова родилась 9 сентября 1994 года в Орске (Оренбургская область).
Королькова представляла Оренбургскую область на «Мисс Россия 2016» и получила титул «1-я Вице-Мисс». Она представляла Россию на международном конкурсе «Мисс Вселенная 2016», но в топ-13 не вошла.